# Lindex

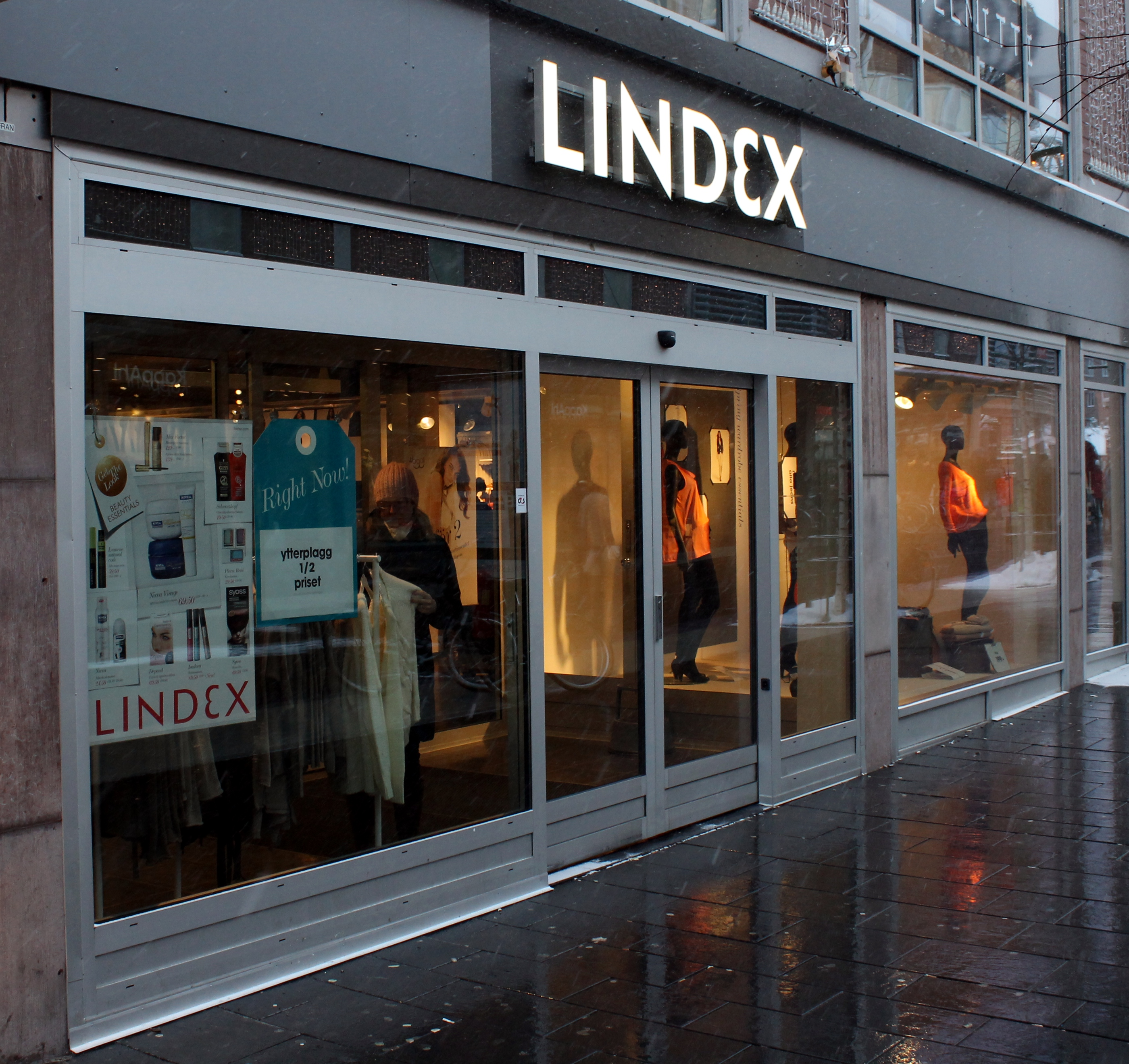
Lindex in Umeå, Schweden.

Lindex ist ein schwedisches Textilhandelsunternehmen mit Hauptsitz in Göteborg, das der finnischen Lindex Group gehört und über 480 Geschäfte in über 16 Ländern und Online Shops in 28 Ländern verfügt. Das Unternehmen beschäftigt an die 5000 Mitarbeiter.

## Geschichte
Im Jahr 1954 gründeten Ingemar Boman und Bengt Rosell das Unterwäschegeschäft Fynd in Alingsås (Schweden), welches sie kurze Zeit später mit dem Unternehmen Lindex aus Göteborg zusammenführten. Während der 1960er Jahre wurde das Sortiment durch Kleidung für Frauen vervollständigt, insbesondere durch Blusen und Pullover. Das Unternehmen wurde erweitert und das erste Geschäft in Norwegen wurde eröffnet.
Während der 1970er Jahre erweiterte Lindex sich in Schweden und Norwegen. Das Sortiment wurde erweitert und Lindex wurde auch für Röcke, Hosen und Kinderkleidung bekannt. Die 1980er Jahre bedeuteten gravierende Veränderungen für Lindex und die Expansion erreichte neue Rekorde. Veränderungen zeigten sich vor allem in der Einkaufsroutine, da beinahe die gesamte Produktion ins Ausland verlegt wurde. Lindex versuchte sich auf dem Markt in Dänemark, Großbritannien und Finnland, aber gegen Ende der 1980er Jahre blieb der Unternehmensfokus auf Schweden, Norwegen und Finnland.
Im Jahr 1993 öffnete Lindex seinen ersten Produktionsstandort in Hongkong, und das Unternehmen führte Inspektionen durch, um sicherzugehen, dass die Lieferanten der Firma keine Kinderarbeit zuließen. Im selben Jahr verkaufte Lindex die Modekette Gulins mit 770 Mitarbeitern an die Norwegian Finansgruppen. Die Ansprüche der Firma Lindex an ihre Lieferanten erhöhten sich und ein Verhaltenskodex für alle Lieferanten wurde eingeführt.
Während der 1990er begann Lindex ernsthafte Bemühungen im Hinblick auf Umweltschutz zu unternehmen. Im Jahr 1995 wurde der Lindex Club gegründet – ein Treueclub für Lindex Kunden. Am Ende der 1990er Jahre wurde die Marke Fix erworben, die für farbenfrohe Kinderkleidung steht.
Zu Beginn des 21. Jahrhunderts wandte Lindex sich nach Osten und eröffnete Geschäfte in den baltischen Staaten, Tschechien und der Slowakischen Republik.
Im Jahr 2007 wurde die finnische Warenhauskette Stockmann die neue Eigentümerin von Lindex, und mit deren Hilfe erschloss Lindex den russischen Markt.
Im Jahr 2008 eröffnete Lindex das erste Geschäft in St. Petersburg, und im folgenden Jahr in Moskau sowie in der Slowakischen Republik.
Ab dem Jahr 2010 fokussierte sich Lindex weiterhin auf Zentraleuropa. Boutiquen öffneten in Prag und Bratislava. Heutzutage ist Lindex eine der größten Modeketten Europas mit 480 Läden und einem Einkommen von 650 Millionen Euro.

### Produktion
Lindex besitzt keine eigenen Fabriken, sondern arbeitet mit unabhängigen Lieferanten und Fabriken auf der ganzen Welt zusammen. Lindex verspricht sicherzustellen, dass die Kleidung mit den bestmöglichen Prozessen und Arbeitsbedingungen hergestellt wird. Die Produktion findet hauptsächlich in den Hauptproduktionsmärkten China, Bangladesch, Indien, Pakistan und der Türkei statt.

## Sortiment
Lindex bietet ein Sortiment mit verschiedenen Modekonzepten im Bereich Damenbekleidung, Kinderkleidung, Lingerie und Kosmetik.

### One Bag Habit
Am 1. Juni 2017 rief Lindex zusammen mit H&M und Kappahl die Initiative One Bag Habit ins Leben. Mit dieser Initiative soll die Nutzung von Plastiktüten reduziert werden und Bewusstsein für deren negativen Einfluss auf die Umwelt geschaffen werden. 

## Auszeichnungen
- 2006 Marketingchef des Jahres  (Johan Hallin)
- 2008 HR-Chef des Jahres (Sofia Brax)
- 2009 Einrichtungskonzept des Jahres, Habit modegala
- 2009 Modekette des Jahres, Habit modegala
- 2013 Modekette des Jahres, Habit modegala
- 2015 Nachhaltigkeitspreis des Jahres (SWAR), Habit Modegala
- 2016 Chef des Jahres (Vorsitzender Ingvar Larsson), Chefsgalan

## Designer-Kollaborationen
- 2009–2011: Ewa Larsson
- 2010: Narciso Rodriguez
- 2011: Rachel Zoe - Stylist Kollaboration
- 2012: Missoni
- 2013: Matthew Williamson
- 2014: Jean Paul Gaultier